# Salinas de Pisuerga
Salinas de Pisuerga – gmina w Hiszpanii, w prowincji Palencia, w Kastylii i León, o powierzchni 21,2 km². W 2011 roku gmina liczyła 375 mieszkańców.